# Majadas (kommun i Spanien, Extremadura, Provincia de Cáceres, lat 39,96, long -5,78)
Majadas är en kommun i Spanien.   Den ligger i provinsen Provincia de Cáceres och regionen Extremadura, i den centrala delen av landet, 180 km väster om huvudstaden Madrid. Antalet invånare är 1 352. Arean är 52 kvadratkilometer.
Terrängen i Majadas är platt åt sydost, men åt nordväst är den kuperad.